# Gelora
Gelora (Turbulence) est un film malaisien réalisé par la célèbre vedette P. Ramlee, sorti le 30 novembre 1970. Les acteurs comprennent P. Ramlee, Sarimah et Arman Yadih.
La sensualité présente dans le film est peu commune pour son époque.

## Synopsis
Dans le Kuala Lumpur des années 1970, Kamal, éperdument amoureux d'Intan, la fille de Salmiah, une veuve fortunée, se retrouve au cœur d'une situation complexe. Tenté par les avances de Salmiah, qui éprouve une passion dévorante pour lui, Kamal entame une liaison avec elle.
Intan découvre leur relation et, se sentant trahie, décide de partir. Elle trouve un emploi en tant que secrétaire, où elle attire l'attention de Hamdan, son patron.

## Fiche technique
- Titre : Gelora
- Réalisation : P. Ramlee
- Scénario : P. Ramlee
- Pays d’origine :  Malaisie
- Langue : malais
- Format : Noir et blanc
- Date de sortie : 1970